# Traunkirchen
Traunkirchen je obec v Rakousku ve spolkové zemi Dolní Rakousy v okrese Gmunden. Leží na břehu Travenského jezera v Solné komoře. 1. 1. 2022 zde žilo 1680 obyvatel.

## Zeměpis
Traunkirchen leží v nadmořské výšce 422 metrů. Katastrální výměra činí 18,3 km², z toho 43,2 % tvoří lesy, 24,0 % se zemědělsky využívá.

## Administrativní členění
Obec se skládá ze tří částí: Traunkirchenu, Winklu a Mühlbachbergu.

## Historie

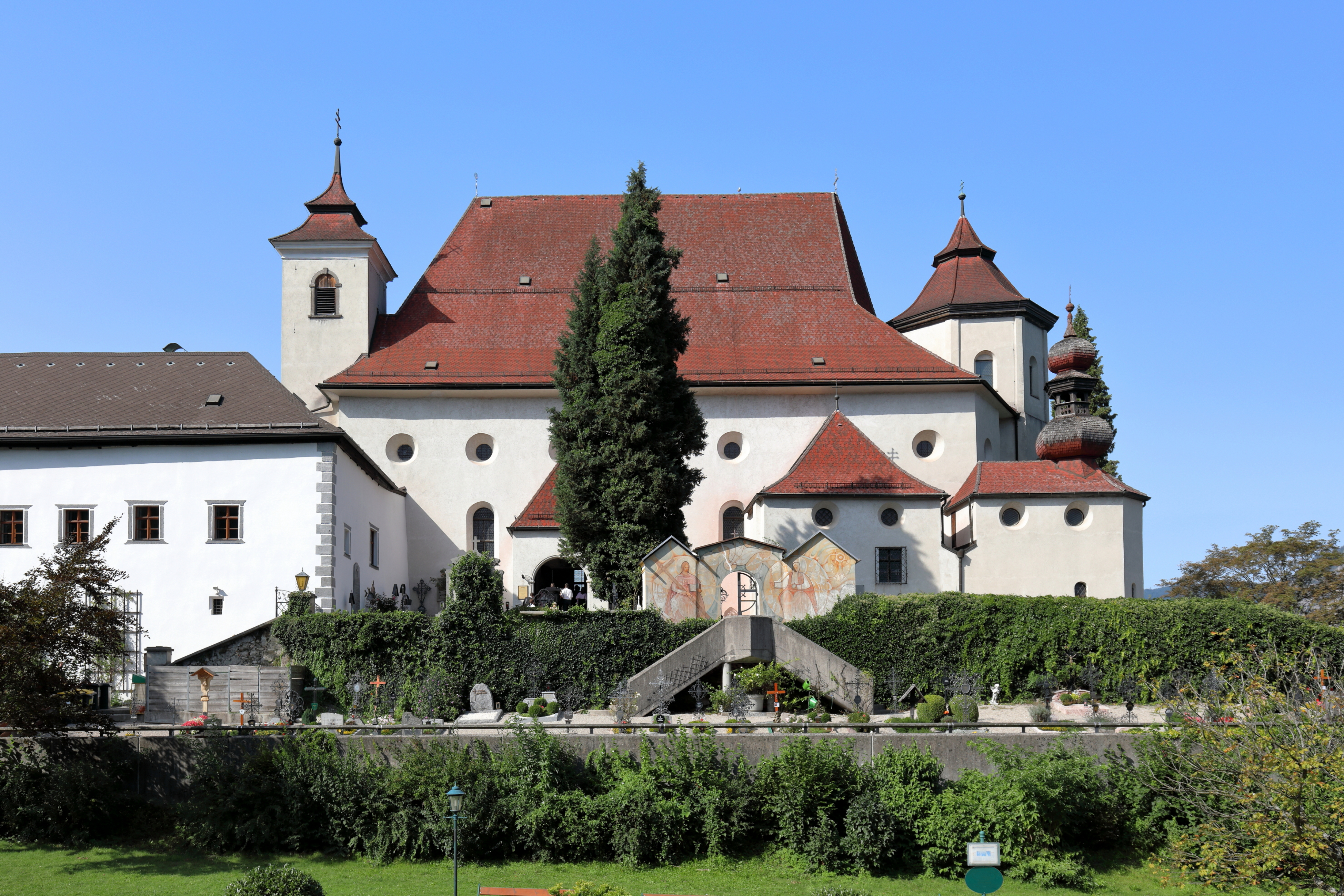
Kostel a část kláštera

Někdy po roce 1020 byl na území dnešního Traunkirchenu založen ženský benediktinský klášter. Jednalo se o dceřiný konvent benediktinského opatství Nonnberg v Salcburku. Zakladateli byla hrabata z Raschenbergu-Reichenhallu. V roce 1327 klášter vyhořel. Již před nástupem reformace začal postupný úpadek kláštera. V roce 1566 už klášter obývaly jen dvě řádové sestry a o šest let později byl jako pustý předán hornorakouským církevním stavům. Zároveň s dosazením administrátora z benediktinského opatství v Kremsmünsteru začala rekatolizace. Z iniciativy vídeňského biskupa Khlesla byl klášter inkorporován do vídeňského biskupství a v roce 1622 byla jeho správa svěřena jezuitské koleji v Pasově.
Když roku 1632 celý areál podlehl požáru, začalo se brzy nato se stavbou nového kostela a kláštera. Projekt byla dokončen v roce 1652. Klášter byl také pozemkovou vrchností. V polovině 18. století mu patřilo kolem šesti set poddaných. Po zrušení jezuitského řádu roku 1773 se část budov používala jako solivárna, roku 1779 byl Traunkirchen začleněn do panství Ort.

## Pamětihodnosti
- Bývalý klášterní, dnes farní kostel Korunování Panny Marie je barokní stavba z poloviny 17. století. Mimořádné dílo neznámého autora je dřevěná Rybářská kazatelna z roku 1753. Znázorňuje apoštoly Jakuba a jeho bratra Jana, kteří vytahují do lodi síť plnou ryb. Nad nimi klečí u Ježíšových nohou apoštol Petr. Hlavní oltář z roku 1754 vytvořil Franz Preisl.
- Kaple svatého Jana se nachází na stejnojmenném kopci, bohatém na pravěké nálezy. Dříve se nazýval Ódinův kopec. Kaple je písemně doložena v roce 1356, roku 1651 byla rozšířena. V předsíni je zazděna plastika hlavy muže, pocházející z doby existence římské říše. Zvon ve věži byl ulit v roce 1639.
- Kaple svatého Michala – nejstarší část komplexu, je postavena v románském slohu.
- Bývalá kaple svatého Mikuláše je písemně doložena v roce 1384. Za časů benediktinek sloužila jako farní kostel, za jezuitů jako kaple kongregace. Je spojena s tzv. domem hofrychtéře a od roku 1811 neslouží církevním účelům.
- Kalvárie z roku 1696 se skládá ze čtyř kaplí vedoucích na kopec, kde se nachází kaple hlavní. Traunkirchenská Kalvárie je nejstarší svého druhu v Solné komoře.
- Ruská vila byla postavena v letech 1850–1854 podle plánů Theophila von Hansena. Pobývali zde mj. Anton Rubinstein, Rainer Maria Rilke, Adalbert Stifter či Maxmilián I. Mexický.

## Galerie

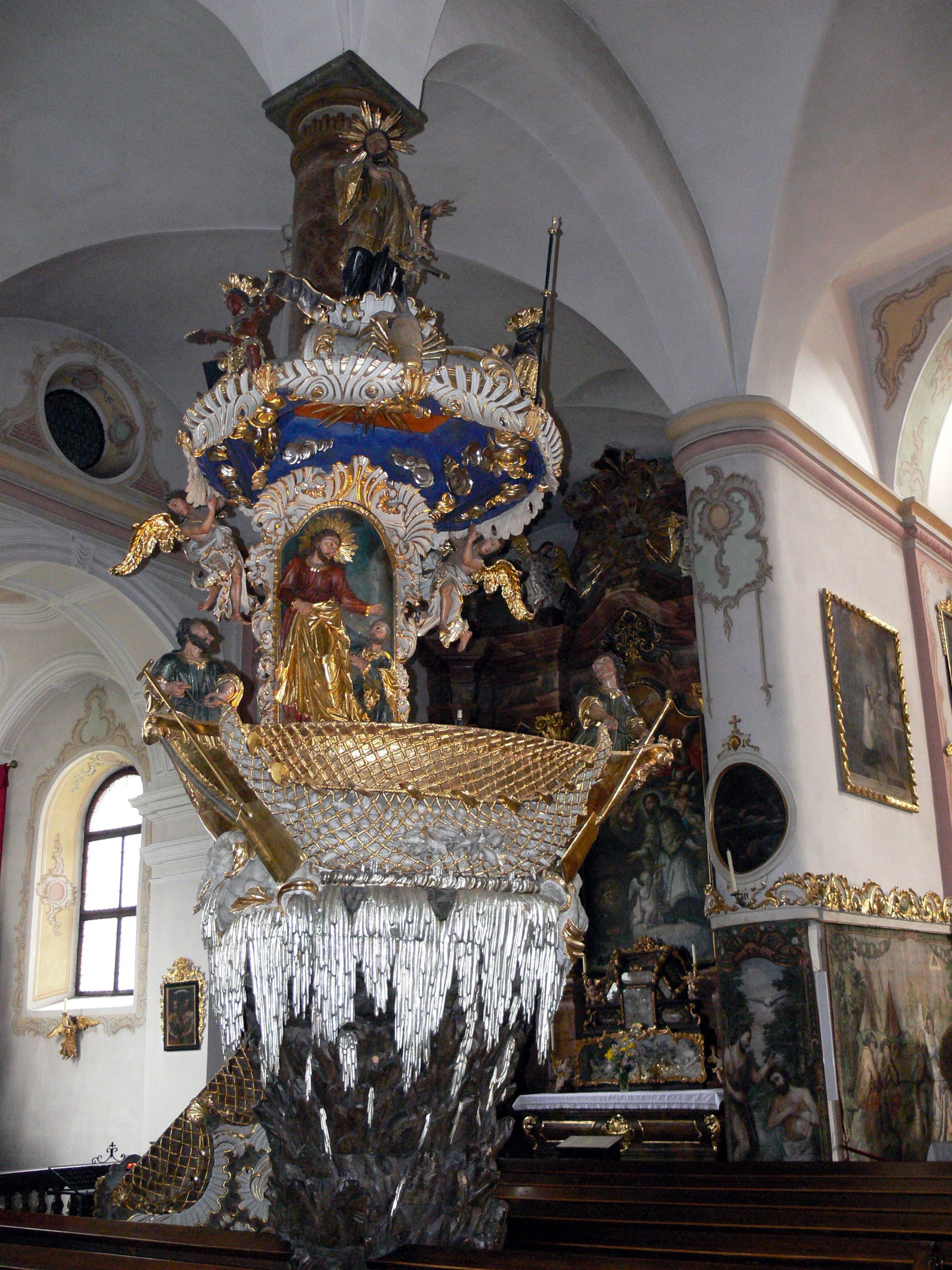
Rybářská kazatelna
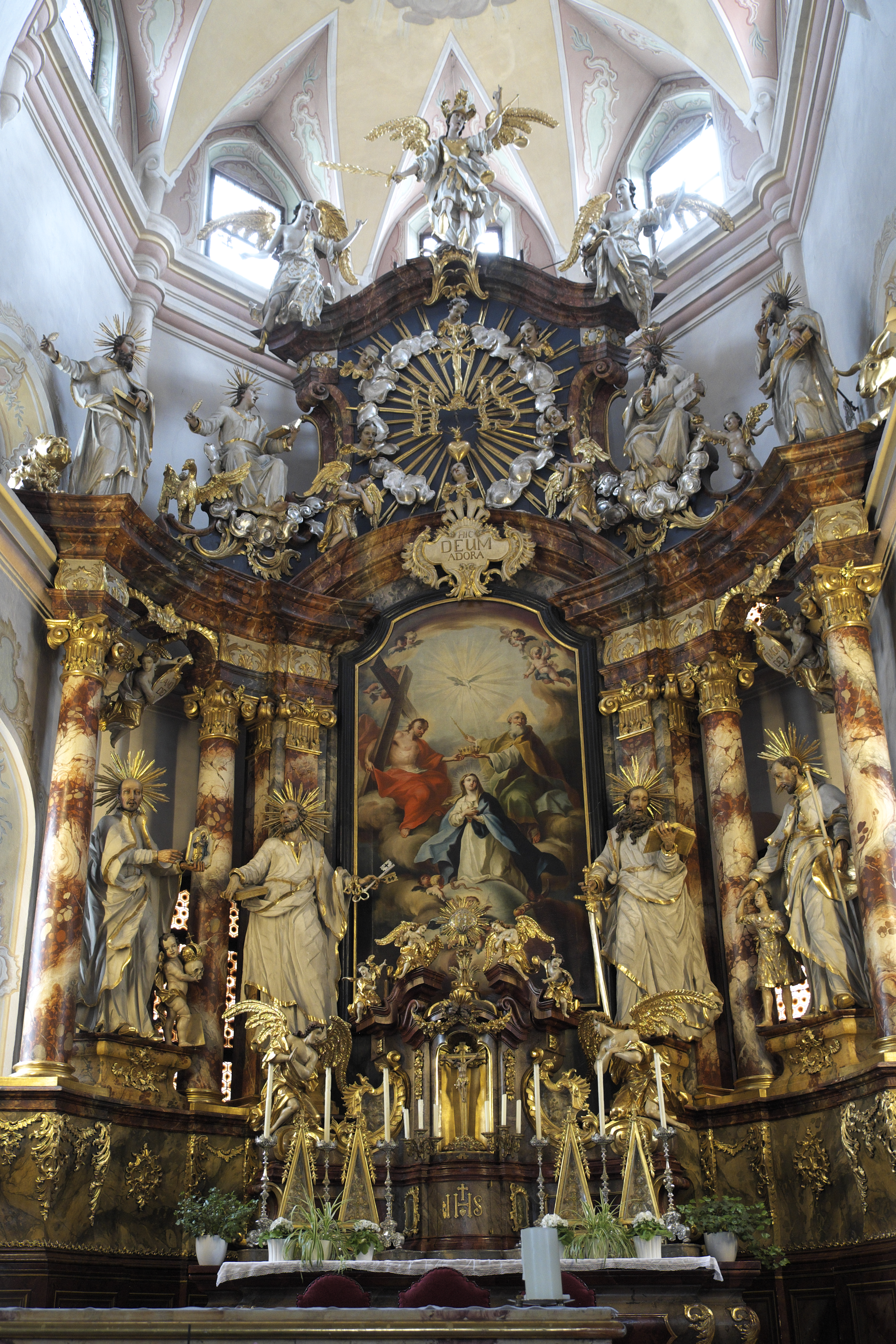
Hlavní oltář
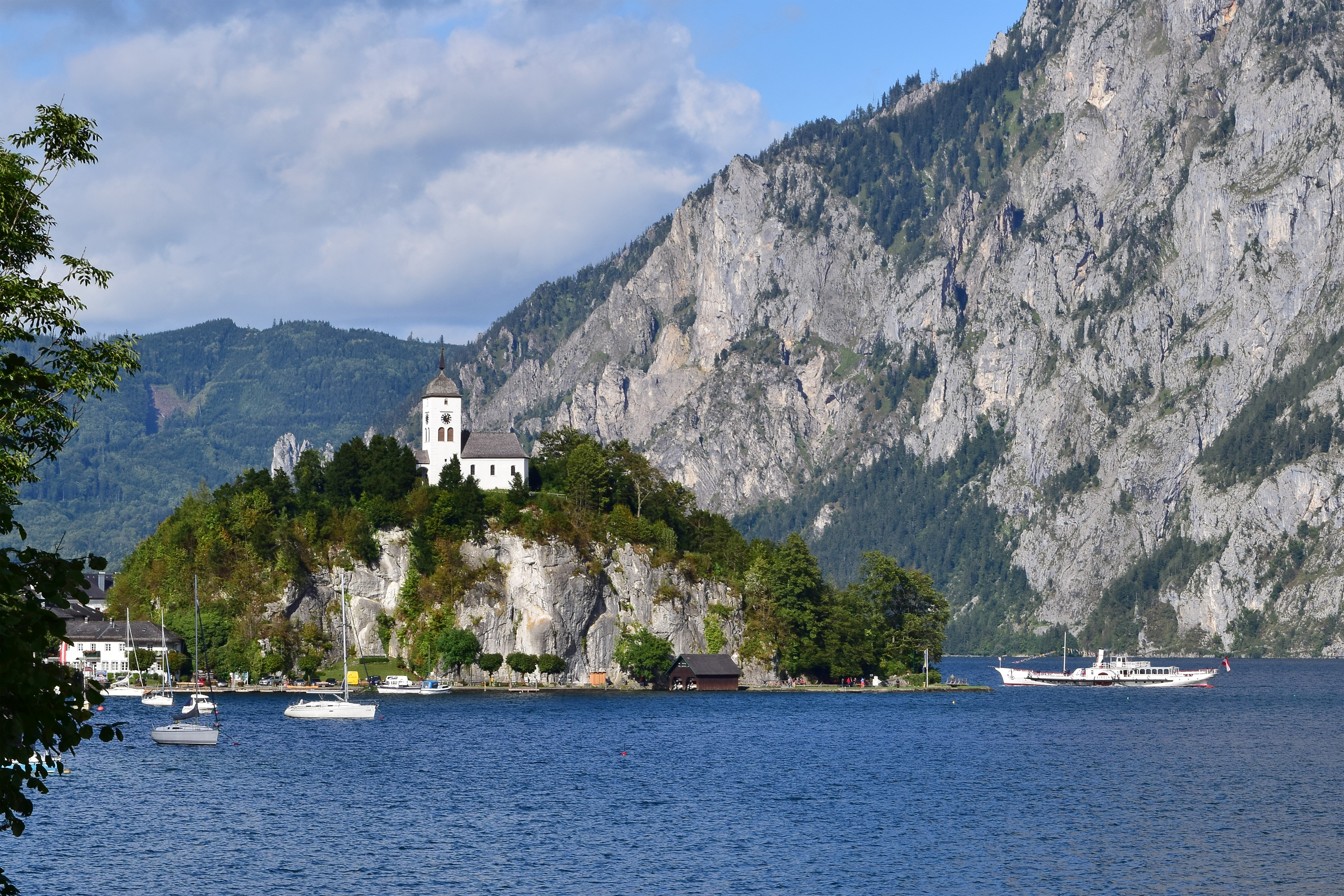
Kaple svatého Jana
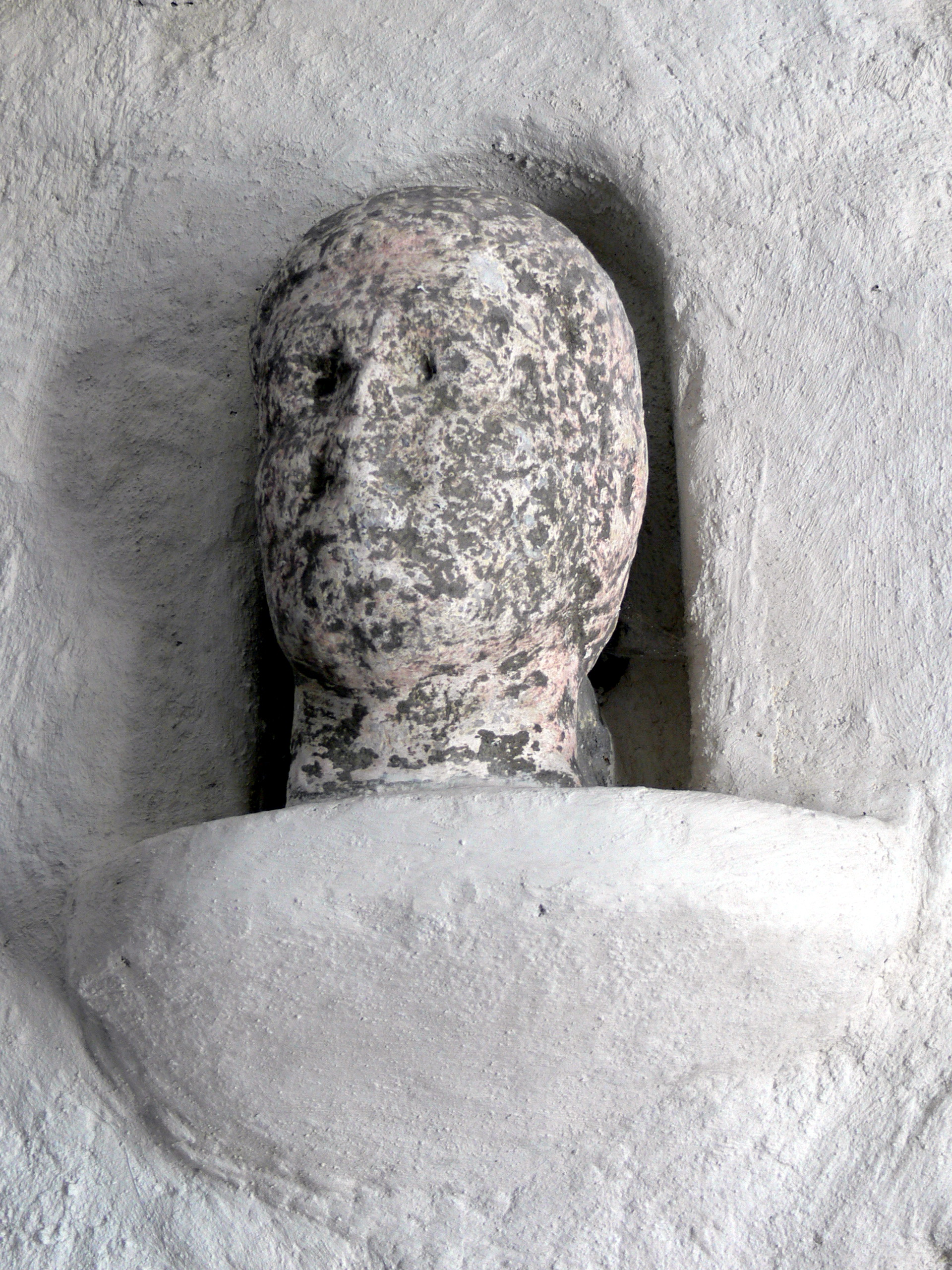
Římská plastika muže v kapli sv. Jana
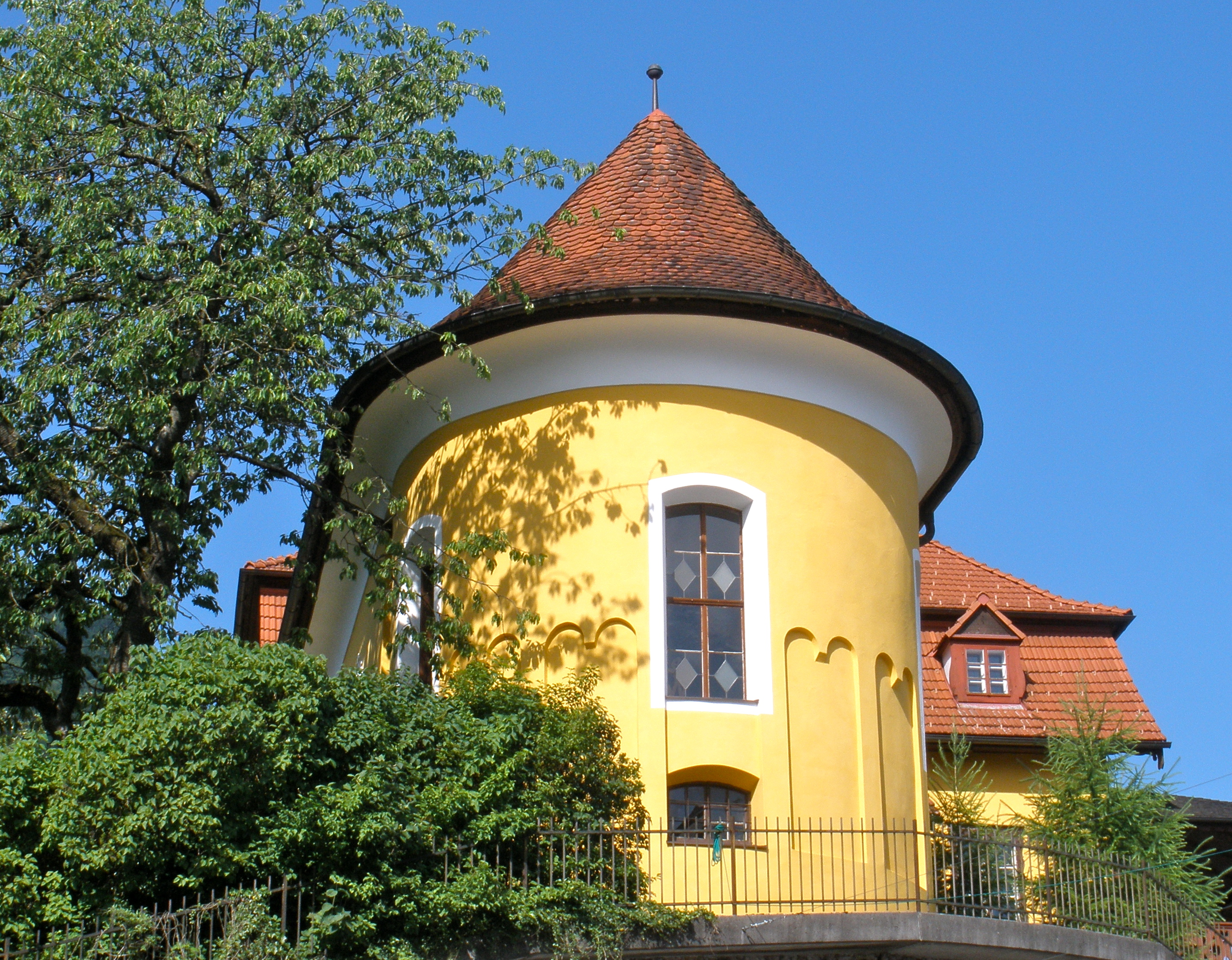
Bývalá kaple sv. Michala
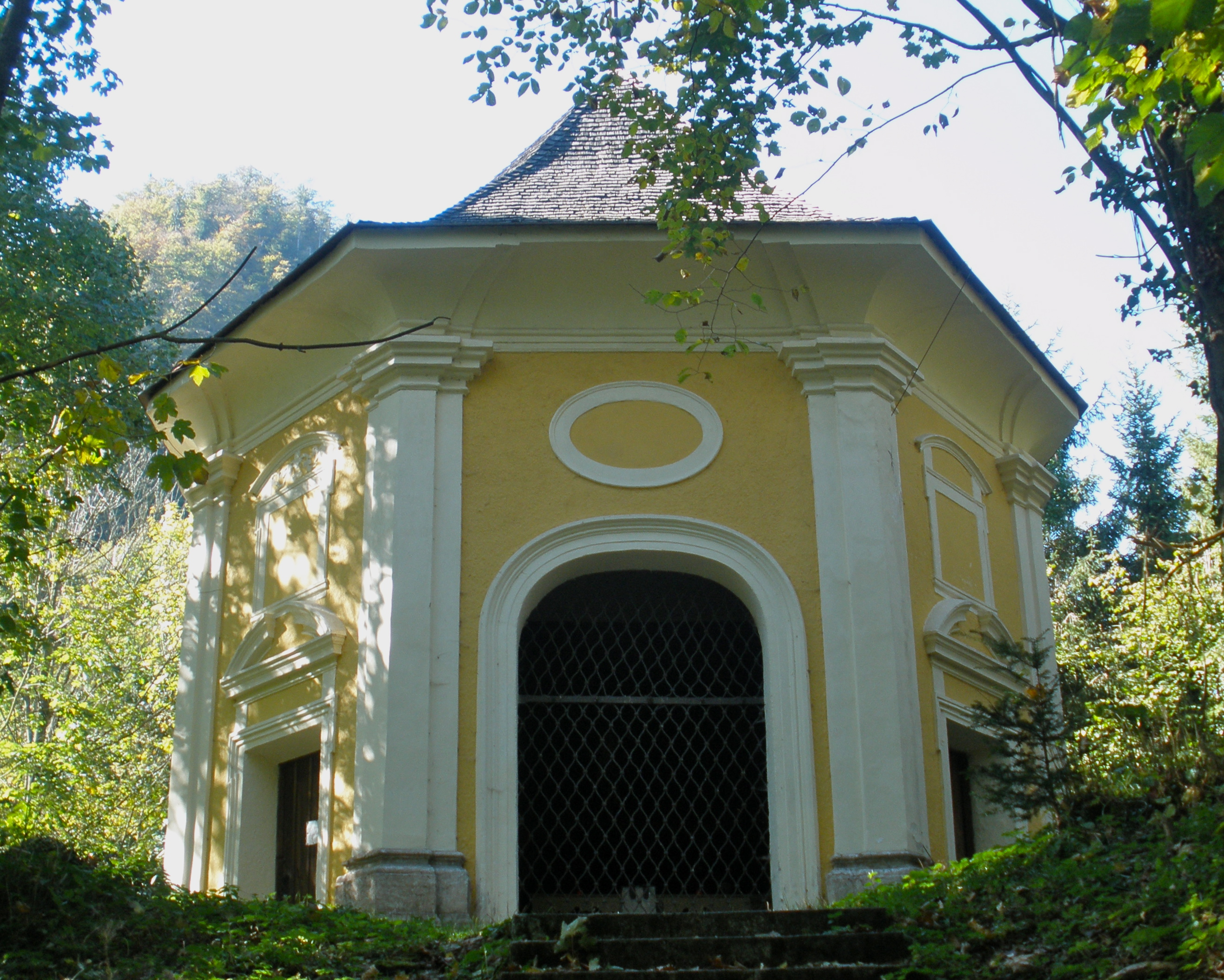
Vrcholová kaple na Kalvárii
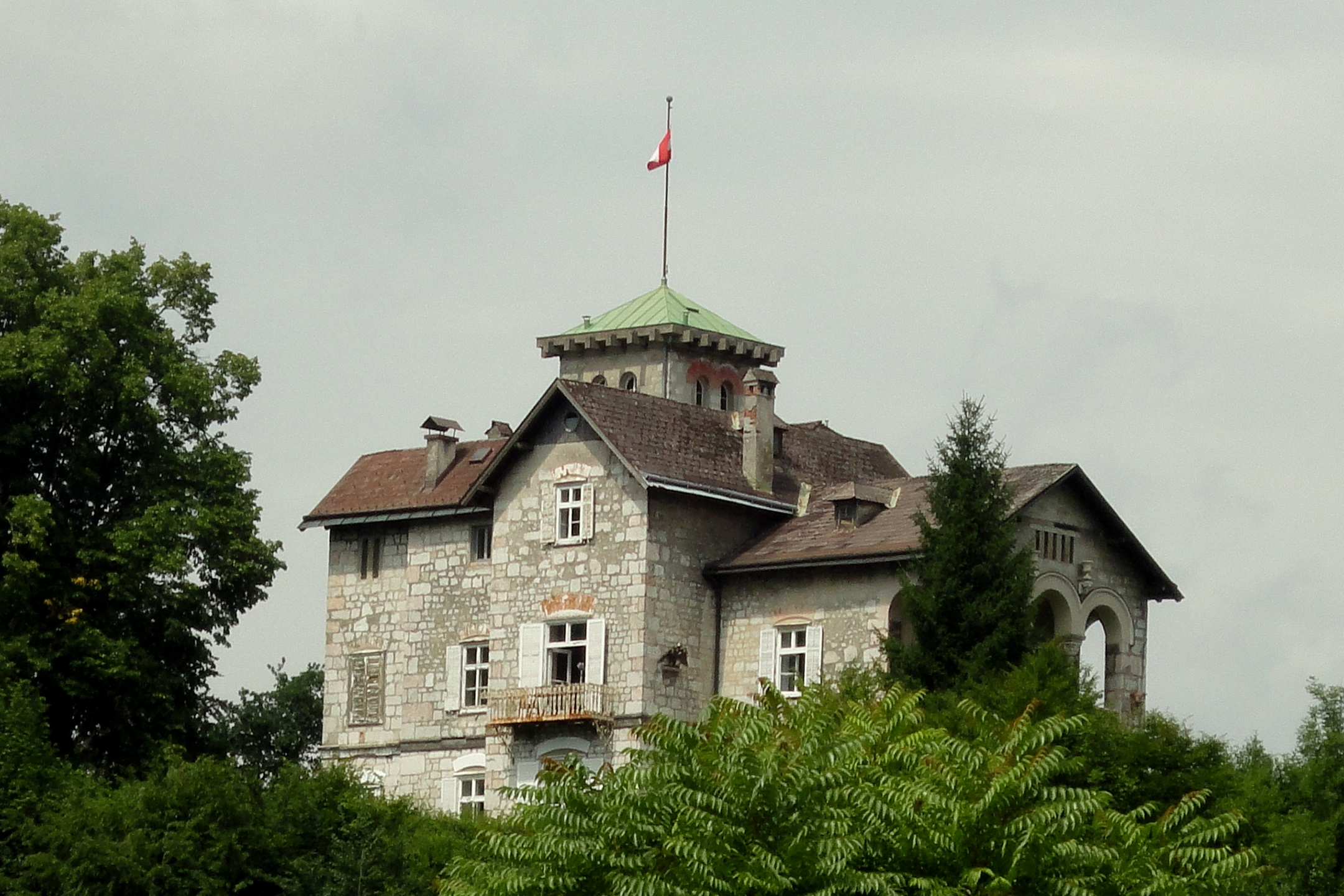
Ruská vila